# Igeltjärnen (Trönö socken, Hälsingland, 681647-155588)
Igeltjärnen är en sjö i Söderhamns kommun i Hälsingland och ingår i Norralaåns huvudavrinningsområde. Sjön har en area på 0,0446 kvadratkilometer och ligger 146,6 meter över havet. Sjön avvattnas av vattendraget Bodbäcken.

## Delavrinningsområde
Igeltjärnen ingår i det delavrinningsområde (681616-155582) som SMHI kallar för Ovan 681498-155654. Medelhöjden är 155 meter över havet och ytan är 2,46 kvadratkilometer. Det finns inga avrinningsområden uppströms utan avrinningsområdet är högsta punkten. Bodbäcken som avvattnar avrinningsområdet har biflödesordning 3, vilket innebär att vattnet flödar genom totalt 3 vattendrag innan det når havet efter 22 kilometer. Avrinningsområdet består mestadels av skog (91 procent). Avrinningsområdet har 0,05 kvadratkilometer vattenytor vilket ger det en sjöprocent på 1,8 procent.